# Црква Светог пророка Илије у Михајловцу
Црква Светог пророка Илије у Михајловцу, месту у општини Смедерево, подигнута је 1873. године и представља непокретно културно добро као споменик културе.

## Историјат
Црква у Михајловцу је посвећена Светом пророку Илији и представља задужбину трговца Петра Радовановића Брдара. Изнад западног портала цркве налази се мермерна плоча са натписом: ,,Овај свети Храм Божији у славу и чест свети Пророку Илији сазида Петар Радовановић из Михајловца о свом сопственом новцу: помоћу Општинског материјала и то 300.000 комада цигле и 22.000 ока креча с подвозом. Дана 20. јула 1873. године." Натпис нам преноси време завршетка радова али не и када су исти отпочели. Припремни радови су отпочели знатно раније, а у прилог томе сведочи и чињеница да је Петрија, жена Петра Брдара, поручила два звона за цркву, која су у Михајловац стигла у августу 1871. године. Цркву је на дан храмовне славе, 2. августа по грегоријанском тј. 20 јула по јулијанском календару, осветио Митрополит Србије Петар Јовановић. 

## Архитектура
Црква је саграђена као једнобродна грађевина где се на наос надовезују споља петострана, изнутра полукружна олтарска апсида на истоку, две певничке апсиде са северне и јужне стране и припрата са хором и звоником на западу. Фасаду цркве карактерише скромна декорација коју чине кровни венци и црвеном опеком изведени детаљи који својим обликом прате лучне завршетке прозорских отвора. Постоје и мања врата на северној страни грађевине. Дугачка је 19, широка 10 а док јој висина износи 12 метара. Укупна висина звоника је 22 метра.
На соклу јужног зида цркве налази се надгробна плоча од црвеног мермера на којој је исписано : „Христиане! испод овог спомена лежи тело Петра Радовановића у гробници, житеља Михаиловачког и нигда незаборављеног дародавца у заједници са супругом својом Петриом и целом фамилијом, с десне стране овог свети храма почивају. Престави се у 65. год. свог живота месеца 30 декембра 1880. лета.“
десно од главних улазних врата налази се плоча од белог мермера, постављена у част Кузмана А. Јеремића који је погинуо у току Првог светског рата.

## Иконостас
Олтарска преграда, тј. иконостас је једноставне форме и израде. Хоризонталним тракама је подељен на три нивоа. Царске двери су украшене раскошном резбаријом и представамо Богородице и архангела Гаврила. На северним дверима је представа архангела Михајла са натписом: ,,Ову икону приложи Петар Радовановић, највечи приложитељ овог храма у част своје славе своме патрону за свој и својих вечни спомен 1874. године." Северне двери садрже представу архиђакона Стефана. на престоним иконама су представљени Господ Христос, Богородица, Јован Крститељ и свети Никола. на простору парапета представљени су јеванђелисти, који нису рад истог мајстора. 
Другу зону чине иконе Дванаесторице апостола, док је у средини икона Пресвете Тројице. Трећу зону сачињава велики дрвени крст са Распећем и два медаљона са Богородицом и Јованом Богословом. у подножју се налази фриз  украшен дуборезом. Северно и јужно од овог фриза налазе се два медаљона са представама Мојсија и пророка Илије.
Иконе на иконостасу цркве светог пророка Илије у Михајловцу радио је наш познати сликар Димитрије Посниковић.Ако михајловачки иконостас упоредимо са целокупним опусом поменутог уметника доћи ћемо до сазнања да он предстаља његов солидан рад.

## Свештенство
На основу оскудних и непотпуних података могуће је саставити овакав списак михајловачких свештеника:
- Милош Илић (1864-1887). пореклом из Михајловца, он је,свакако, најзаслужнији за подизање цркве.
- Михаило Радовановић (1887—1888)
- Гвозден Илић (1888-1894)
- Милутин Радојковић (1895-1905)
- Коста Благојевић (1905-1948)
- Борисав Божић (1948-1950)
- Драгољуб Ађанин (1950-1952)
- Љубомир Петровић (1952-1958)
- Добросав Костић (1958-1959)
- Душан Нешић (1960-1962)
- Добривоје Божовић (1962-1979)
- Драгиша Кеџић (1979-1985)
- Живан Симоновић (1985-1994)
- Милисав Илић (1994-2011)
- Иван Николић (2011- )

## Двориште цркве
У црквеном дворишту се налазе и следећи објекти: стари парохијски дом (1962. год.), нови парохијски дом (1985. год.), сала :1991. год.), помоћна зграда-гаража (1995. год.), летњиковац (2013. год.), капија (2014. год.), палионица за свеће (2015. год.). Чесма ,,Братољубље" подигнута је у знак побратимства са градом Валестином, а у част славног борца за слободу, Риге од Фере, који потиче из поменутог места. монументална ограда од цигле саграђена је 2018. године. 